# Contrat d'gars
Contrat d'gars est une série humoristique québécoise créée par Alexandre Champagne, Jonathan Roberge et Comédie Shop Management. Lancée sur le web en 2008, la série est diffusée depuis l'automne 2010 par la chaîne V.
La série est décrite comme une « parodie grinçante de certaines émissions de télévision pour hommes »,. Elle a attiré environ un million de visionnements sur YouTube en 2008 et environ 2,4 millions de visites sur le site officiel de l'émission en 2009.

## Résumé
Contrat d'gars met en scène deux « vrais mâles », John et Alex, qui se veulent les chantres de la virilité. Chaque épisode est composé de plusieurs rubriques récurrentes telles l'entrevue avec un vrai mâle, la chronique de John, présentant chaque semaine divers moyens pour être plus viril, et, enfin, un top 5 dont le thème varie à chaque épisode.
Le titre d'un épisode est constitué de son numéro et du nom de la personnalité « mâle » invitée.
En 2009, Une vie de vrai gars, une série dérivée de Contrat d'gars, voit le jour. Bien que faisant également dans la caricature extrême, elle se démarque sur le concept et la facture visuelle.

## Distribution
- Alex : Alexandre Champagne
- John : Jonathan Roberge
- Denis : Korine Côté

## Fiche technique
- Producteur : Comédie Shop
- Producteurs exécutifs : Marie Barcelo, Pierre Dumont, Stéphane Fortin, Guy Lévesque
- Réalisateur : Pierre-Luc Gosselin
- Textes : Alexandre Champagne, Jonathan Roberge
- Thème d'ouverture : Cedrick Daniel Halley
- Décors et accessoires : Mathieu Dubuc

## Épisodes

### Saison 1
1. Pilote
2. Jared Banks
3. Christopher Williams
4. Le tatoueur
5. Rackham Le pirate
6. Le vétéran
7. Les jeux de société
8. Spécial bloopers

### Saison 2
1. Satan
2. Jean-François Mercier
3. Jeb le chasseur
4. Comédien pas gai
5. Poudy
6. Spécial Bloopers
7. Contrat de gars - Le documentaire

### Saison 3
1. Chef Nongak
2. L'anti-ninja
3. Rackham le pirate
4. Azaroth

## Prix et distinctions
- Mai 2009 : Prix Olivier meilleur sketch dans un nouveau média[4]
- Mai 2010 : Prix Olivier et Prix Numix[2]